# 林达美
林达美（1905年—1992年），字子坚，又名焕章，男，汉族，祖籍四川南充，生于归绥，中国铁路运输学家、教育家，曾任北方交通大学教授，兰州铁道学院教授。